# Latour (Haute-Garonne)
Latour ist eine französische Gemeinde mit 80 Einwohnern (Stand 1. Januar 2022) im Département Haute-Garonne in der Region Okzitanien (vor 2016 Midi-Pyrénées). Sie gehört zum Arrondissement Muret und zum Kanton Auterive. Die Einwohner werden Latourois genannt.

## Geografie
Die Gemeinde Latour liegt in der Vorbergzone der Pyrenäen an der Grenze zum Département Ariège, 60 Kilometer südsüdwestlich von Toulouse. An der östlichen Gemeindegrenze verläuft das Flüsschen Camedon. Umgeben wird Latour von den Nachbargemeinden Montesquieu-Volvestre im Westen und Norden, Bax im Norden und Nordosten, Lapeyrère im Osten, Méras im Südosten sowie Loubaut im Süden.

## Einwohnerentwicklung
| Jahr                       | 1962 | 1968 | 1975 | 1982 | 1990 | 1999 | 2006 | 2013 | 2020 |
| Einwohner                  | 106  | 112  | 89   | 77   | 77   | 103  | 76   | 76   | 76   |
| Quellen: Cassini und INSEE |      |      |      |      |      |      |      |      |      |

## Sehenswürdigkeiten
- Kirche Saint-Jean-Baptiste